# 蛯沢誠治
蛯沢 誠治（えびさわ せいじ、1951年6月5日 - 2003年10月31日）は、千葉県出身（青森県上北郡東北町生まれ）の元騎手・元調教助手。

## 経歴
12歳の時にかつて騎手を志していた次兄の薦めで、当時調教師を目指していた成宮明光に弟子入りし、千葉に移り住む。その後は成宮の元で騎乗技術を習得し、馬事公苑騎手養成短期課程を経て、1970年3月に同厩舎所属騎手としてデビュー。4年目の1973年に43勝を挙げて全国7位に付けるなど、早くから頭角を現したが、1975年に運転免許不正取得事件に連座していたことが発覚し書類送検となった（結果は起訴猶予）。逮捕には至らなかったものの、6月5日付けで当面の間騎乗停止（暫定処分）、9月18日付で正式処分が下され、騎手免許剥奪となった。その後は1978年に免許再取得が認められるまでの間、青森県の明神ファームで育成騎乗者として過ごした。
1978年に復帰すると、順調に勝ち星を積み重ねる。1980年代に入ると関東の有力騎手として安定した成績を収めるようになり、1987年にはスズパレードに騎乗して宝塚記念に優勝し、デビュー17年目で初のGI制覇を果たした。同年にはタレンティドガールに騎乗してエリザベス女王杯も制し、1990年代に入ると若手騎手の台頭によりリーディング上位を窺うことはなくなったが、毎年2桁の勝ち星を保ち「いぶし銀」とも称された。
1998年は7勝で自身初の1桁勝利に終わり、成宮厩舎所属からフリーに転向した1999年も6勝を挙げるに留まる。これを受けて2000年に現役を引退。
引退後は小島太厩舎の調教助手に転身したが、2003年10月31日、食道癌により52歳で死去。

## 成績
| 通算成績 | 1着 | 2着 | 3着 | 4着以下 | 騎乗回数 | 勝率 | 連対率 |
| -------- | --- | --- | --- | ------- | -------- | ---- | ------ |
| 平地     | 887 | 869 | 895 | 6,682   | 9,333    | .095 | .188   |
| 障害     | 0   | 0   | 0   | 1       | 1        | .000 | .000   |
| 計       | 887 | 869 | 895 | 6,683   | 9,334    | .095 | .188   |

- 初騎乗 1970年3月1日 カネツクバ（9着）
- 初勝利 1970年3月15日 ヨネリュウ
- 全国最高6位（1985年・57勝）
- 年間自己最多勝-73勝（1988年・全国8位）
- 重賞競走42勝（うちGI級競走2勝）

### 主な騎乗馬
（括弧内は蛯沢騎乗での優勝重賞競走）
- ヒシマツタカ（1972年読売カップ・春、1973年アラブ大賞典・秋）
- タクマオー（1972年・1973年福島大賞典、1973年毎日王冠）
- スルガスンプジョウ（1974年日本短波賞、セントライト記念、クモハタ記念）
- カネミカサ（1978年・1979年中山記念、1979年アルゼンチン共和国杯、1980年アメリカジョッキークラブカップ）
- ジュウジアロー（1982年京王杯オータムハンデキャップ）
- キヨヒダカ（1983年京王杯オータムハンデキャップ）
- ビゼンニシキ（1984年スプリングステークス、NHK杯）
- カネクロシオ（1984年ステイヤーズステークス、1985年新潟大賞典）
- ロシアンブルー（1985年新潟記念）
- スズパレード（1985年・1986年ダービー卿チャレンジトロフィー、1987年中山記念、宝塚記念、1988年オールカマー）
- タレンティドガール（1987年エリザベス女王杯）
- シャコーテスコ（1997年セントライト記念）

#### その他
- アサヒエンペラー
- エイシンサニー
- カネヒムロ
- カリブソング
- セキテイリュウオー
- プレジデントシチー
- ホワイトフォンテン
- マサラッキ